# Doba (Tschad)
Doba ist eine Stadt im Süden des Tschad mit 26.194 Einwohnern (Berechnung 2009).
Der Ort ist die Hauptstadt der Provinz Logone Oriental und des Départements Pendé sowie Sitz einer katholischen Diözese.

## Wirtschaft
1989 wurde in der Region Erdöl entdeckt, die Vorräte wurden auf 130 Millionen Tonnen geschätzt. Die Bedeutung des Ortes hat zugenommen, seit die US-amerikanischen Konzerne ExxonMobil und Chevron Texaco gemeinsam mit der malaysischen Petronas die Erdölförderung aufgenommen haben. Das Ölfeld erstreckt sich über die Grenze bis nach Kamerun, eine 1070 km lange Pipeline verbindet es seit dem 10. Oktober 2003 mit dem kamerunischen Hafen Kribi am Atlantik.

## Archäologie
Im Zuge des Baus der 1070 km langen Öl-Pipeline wurde der bislang längste archäologische Schnitt Afrikas angelegt. Bei den Rettungsgrabungen kamen hunderte archäologischer Fundstellen von der Mittelsteinzeit bis zur Eisenzeit zum Vorschein.